# Coaraze
Coaraze (Occitaans: Coarasa; Italiaans (verouderd): Coarazza) is een gemeente in het Franse departement Alpes-Maritimes (regio Provence-Alpes-Côte d'Azur). De plaats maakt deel uit van het arrondissement Nice. De gemeente telde op 1 januari 2022 822 inwoners. Coaraze is lid van Les Plus Beaux Villages de France.

## Geografie
De oppervlakte van Coaraze bedroeg op 1 januari 2022 17,14 vierkante kilometer; de bevolkingsdichtheid was toen 48 inwoners per km².
De onderstaande kaart toont de ligging van Coaraze met de belangrijkste infrastructuur en aangrenzende gemeenten.

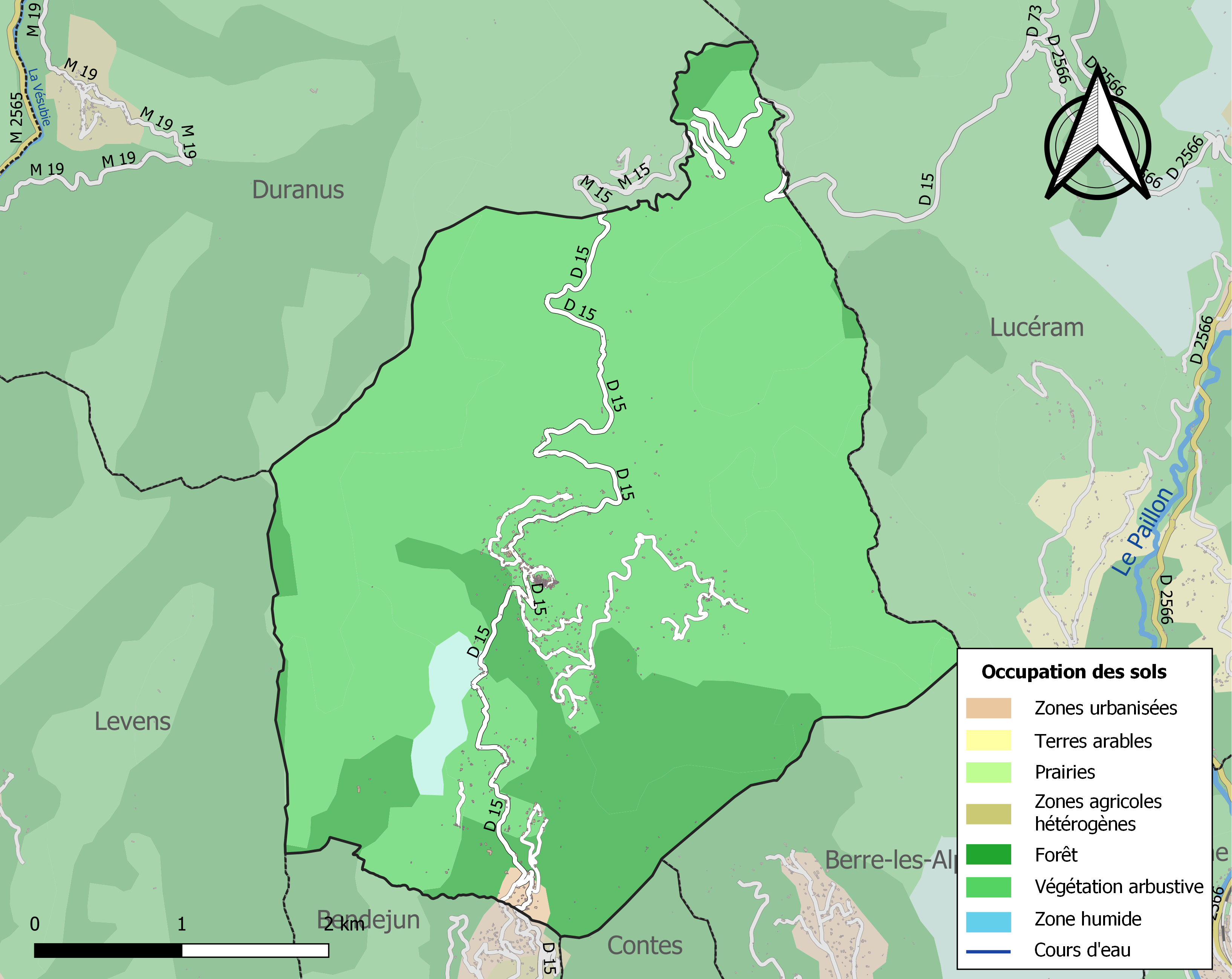

## Demografie
Onderstaande figuur toont het verloop van het inwonertal (bron: INSEE-tellingen).
Vanwege een beveiligingsprobleem met de MediaWiki Graph-software is het momenteel niet mogelijk deze grafiek weer te geven. Zodra de software is bijgewerkt zal de grafiek vanzelf weer zichtbaar worden.